# Зосимы
Зоси́мы (бел. Засімы, полес. Засы́мы) — деревня в Кобринском районе Брестской области Белоруссии. Входит в состав Буховичского сельсовета.
По данным на 1 января 2016 года население составило 103 человека в 59 домохозяйствах.
В деревне расположен фельдшерско-акушерский пункт.

## География
Деревня расположена на южном берегу реки Дахловка, в 16 км к северо-востоку от города и станции Кобрин и в 61 км к востоку от Бреста.
На 2012 год площадь населённого пункта составила 1,47 км² (147 га).

## История
Населённый пункт известен с 1795 года. В разное время население составляло:
- 1999 год: 72 хозяйства, 165 человек;
- 2005 год: 65 хозяйств, 153 человека;
- 2009 год: 123 человека;
- 2016 год[2]: 59 хозяйств, 103 человека;
- 2019 год[1]: 91 человек.